# Transudato
Transudato é caracterizado pela baixa quantidade proteínas. Sua causa é pelo aumento da pressão hidrostática ou redução das proteínas plasmáticas. As possíveis causas são insuficiência cardíaca, renal e hepática. 
Ele é o oposto do exsudato por não ser decorrente de um processo inflamatório. Possui até 3 ng/mL de proteína e baixa celularidade.

Um exemplo de transudato é a ascite, conhecida como barriga d'água, que é o acúmulo de líquidos (plasma sanguíneo) no abdômen.